# Kajnardža
Kajnardža (bulharsky Кайнарджа, turecky Küçük Kaynarca) je obec v severovýchodní části Bulharska. Je správním střediskem stejnojmenné obštiny a žije zde 552 obyvatel.

## Historie

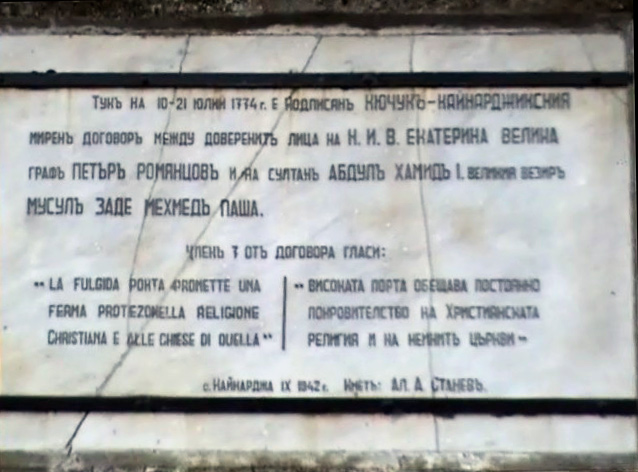
Pamětní deska v místě podpisu mírové smlouvy

V obci byla 21. července 1774 podepsána smlouva z Küçük Kaynarca mezi Pjotrem Rumjancevem, zmocněncem Kateřiny Veliké a Musulem Zade Mehmedem Pašou, zmocněncem sultána Abdulhamida I. Smlouva ukončila rusko-tureckou válku (1768–1774).
Z osmanského područí byla dědina osvobozena během rusko-turecké války a stala se součástí Bulharského knížectví. V té době se nazývala Malka Kajnardža. V důsledku druhé balkánské války ji podle bukurešťského míru muselo Bulharsko odstoupit Rumunsku jako součást celé jižní Dobrudži. Tehdy nesla jméno Cainargeaua Mică. Pod bulharskou pravomoc se navrátila v roce 1940 v souladu s Craiovskou smlouvou. Současný název nese od roku 1942.

## Obyvatelstvo
K 15. prosinci 2024 ve vsi žilo 542 obyvatel a bylo zde trvale hlášeno 577 obyvatel. Podle sčítání z 1. února 2011 bylo národnostní složení následující:
- Bulhaři: 680 (99.0 %)
- Turci: 7 (1.0 %)